# Aaron Peirsol
Aaron Wells Peirsol (Irvine (Californië), 23 juli 1983) is een voormalige Amerikaanse zwemmer die gespecialiseerd was in de rugslag. Peirsol won twee individuele gouden medailles tijdens de Olympische Spelen van Athene, zijn overwinning op de Spelen van Peking en zijn ongeslagen status op 100 meter rugslag (sinds 2002). Peirsol raakte die ongeslagen status kwijt bij de WK in 2009 toen hij zich misrekende in de halve finales en zo de finale misliep. Op de 200 meter rugslag behield hij die status tussen 2001 en 2007, maar op de WK 2007 werd hij verrast door zijn landgenoot Ryan Lochte die er in die race ook met zijn wereldrecord vandoor ging.
Als lid van de Longhorn Aquatics en vaste startzwemmer van de Amerikaanse wisselslagestafette is Peirsol, anno 2009, wereldrecordhouder op de 100 en 200 meter rugslag en de 4x100 meter wisselslag.

## Carrière
Peirsol liet voor het eerst echt van zich horen door als 15-jarige als eerste Amerikaan ooit onder de twee minuten te duiken op de 200 meter rugslag. Niet veel later, in 2000, debuteerde hij bij de Olympische Spelen en pakte meteen het zilver op de 200 meter rugslag.
In 2001 veroverde hij in Fukuoka zijn eerste Wereldtitel op die afstand. Twee jaar later in Barcelona verdedigde hij die titel met succes en voegde er meteen ook die van de 100 meter rugslag aan toe. Bovendien werd hij in 2003 als startzwemmer van de Amerikaanse wisselslagestafette wereldkampioen in een wereldrecord.
Tussendoor had hij ook nog titels bij de Wereldkampioenschappen kortebaanzwemmen en de Pan Pacific kampioenschappen zwemmen aan zijn erelijst toegevoegd, zowel op de individuele als op de estafettenummers.
Hij ging dan ook als absolute topfavoriet naar de Olympische Spelen van Athene, hij voldeed aan de verwachtingen maar dat ging niet zonder slag of stoot, Peirsol vermeed ternauwernood een diskwalificatie op de 200 meter rugslag.
Ook in 2005 ging de Amerikaan op zijn elan door, met opnieuw wereldtitels op de 100 en 200 meter rugslag en de wisselslagestafette.

### 2008
Tijdens de Amerikaanse trials voor de Olympische Zomerspelen 2008 slaagde Peirsol er net als vier jaar eerder in zich zowel op de 100 als op de 200 meter rugslag te plaatsen voor Peking, hij hield in beide races Ryan Lochte achter zich. Op de 100 meter stelde hij zijn eigen wereldrecord scherper, op de 200 meter evenaarde hij het wereldrecord van Lochte.
Op de Spelen in Peking zette Peirsol voor zijn doen matige tijden neer in de series en de halve finale van de 100 meter rugslag, maar in de finale toonde hij nog maar eens aan dat hij de koning van de rugslag is: hij won en verbeterde voor de vijfde keer het wereldrecord. Op de 200 meter moest hij net als bij de WK in 2007 Lochte laten voorgaan. Met de wisselslagestafette behaalde hij opnieuw goud.

### 2009
Op 1 juli 2009 raakte Peirsol zijn wereldrecord op de 100 meter rugslag voor het eerst sinds 2004 kwijt. De Spanjaard Aschwin Wildeboer Faber zette 52,38 neer en verbeterde zo het record dat Peirsol in Peking had gezwommen. Op 8 juli, tijdens de Amerikaanse national kampioenschappen en trials voor de WK, pakte Peirsol het record op overtuigende wijze terug. Met zijn 51,94 zwom hij als eerste man ooit onder de 52 seconden op de 100 meter rugslag.
Drie dagen later pakte Peirsol ook zijn wereldrecord op de 200 meter rugslag terug van z'n landgenoot Ryan Lochte. De 1.53,08 was 0,88 seconde sneller dan de tijd die Lochte in de olympische finale had gezwommen.
Op de wereldkampioenschappen 2009 ging het aanvankelijk behoorlijk fout voor Peirsol. Als regerend Olympisch en wereldkampioen en wereldrecordhouder ging hij als grote favoriet van start op de 100 meter rugslag. Peirsol, die sinds 2002 geen belangrijke wedstrijd meer had verloren over die afstand, bleef echter steken in de halve finales. Hij zette pas de negende tijd neer en gaf na afloop toe zich miskeken te hebben op zijn plaatsing in de wedstrijd. De revanche kwam er enkele dagen later op de 200 meter rugslag. Hij zwom in de finale een overtuigende race en verbeterde z'n eigen wereldrecord van 1.53,08 tot 1.51,92.

### 2010
Het hoogtepunt van het seizoen waren de Pan Pacific kampioenschappen. Peirsol won voor de derde keer op rij de finale van de 100 meter rugslag. Die prestatie had hij deels te danken aan zijn landgenoot Ryan Lochte: die had zich in de ochtend immers als snelste geplaatst voor de finale, terwijl Peirsol als derde Amerikaan, nog na David Plummer, de finale niet had gehaald. Door een overvol programma trok Lochte zich echter terug uit de finale van de 100 meter rugslag en zo kwam Peirsol toch in de finale, waar hij iedereen het nakijken gaf.
Op 1 februari 2011 kondigde Eddie Reese, zijn coach in Texas, aan dat Peirsol een punt had gezet achter zijn zwemcarrière. Een dag later bevestigde Peirsol in een interview met de Daily Pilot dat hij zijn zwembroek aan de wilgen had gehangen.

## Internationale toernooien
| Jaar | Olympische Spelen                               | WK langebaan                                                                         | WK kortebaan | PanPacs                                            |
| ---- | ----------------------------------------------- | ------------------------------------------------------------------------------------ | --- | -------------------------------------------------- |
| 2000 | 200m rugslag                                    |                                                                                      | geen deelname |                                                    |
| 2001 |                                                 | 10e 100m rugslag · 200m rugslag                                                      | |                                                    |
| 2002 |                                                 |                                                                                      | 100m rugslag · 200m rugslag · 4x100m vrije slag* · 4x200m vrije slag* · 4x100m wisselslag · *Peirsol zwom enkel de series | 100m rugslag · 200m rugslag · 4x100m wisselslag    |
| 2003 |                                                 | 8e 50m rugslag · 100m rugslag · 200m rugslag · 4x100m wisselslag · 4x200m vrije slag | |                                                    |
| 2004 | 100m rugslag · 200m rugslag · 4x100m wisselslag |                                                                                      | 4e 50m rugslag · 100m rugslag · 200m rugslag · 4x100m wisselslag                                                          |                                                    |
| 2005 |                                                 | 5e 50m rugslag · 100m rugslag · 200m rugslag · 4x100m wisselslag                     | |                                                    |
| 2006 |                                                 |                                                                                      | geen deelname | 100m rugslag · 200m rugslag · 4x100m wisselslag    |
| 2007 |                                                 | 100m rugslag · 200m rugslag                                                          | |                                                    |
| 2008 | 100m rugslag · 200m rugslag · 4x100m wisselslag |                                                                                      | geen deelname |                                                    |
| 2009 |                                                 | 22e 50m rugslag · 9e 100m rugslag · 200m rugslag · 4x100m wisselslag                 | |                                                    |
| 2010 |                                                 |                                                                                      | geen deelname | 100m rugslag · 9e 200m rugslag · 4x100m wisselslag |

## Persoonlijke records

### Kortebaan
| Afstand         | Tijd    | Datum            | Plaats       |
| --------------- | ------- | ---------------- | ------------ |
| 100m vrije slag | 50,03   | 3 april 2002     | Moskou       |
| 200m vrije slag | 1.45,15 | 20 november 2009 | Singapore    |
| 400m vrije slag | 3.46,55 | 25 maart 2004    | New York     |
| 50m rugslag     | 24,03   | 10 oktober 2004  | Indianapolis |
| 100m rugslag    | 50,68   | 21 november 2009 | Singapore    |
| 200m rugslag    | 1.50,52 | 11 oktober 2004  | Indianapolis |
| 200m wisselslag | 2.07,04 | 20 november 1999 | Edmonton     |

### Langebaan
| Afstand          | Tijd         | Datum                        | Plaats        |
| ---------------- | ------------ | ---------------------------- | ------------- |
| 50m vrije slag   | 23,43        | 18 februari 2007             | Columbia      |
| 100m vrije slag  | 51,32        | 15 februari 2008             | Columbia      |
| 200m vrije slag  | 1.49,84      | 15 mei 2009                  | Charlotte     |
| 50m rugslag      | 25,30        | 31 juli 2005 1 augustus 2009 | Montreal Rome |
| 100m rugslag     | 51,94        | 8 juli 2009                  | Indianapolis  |
| 200m rugslag     | 1.51,92 (WR) | 31 juli 2009                 | Rome          |
| 100m vlinderslag | 51,30        | 9 juli 2009                  | Indianapolis  |
| 200m wisselslag  | 2.01,80      | 1 juni 2009                  | Austin        |

## Wereldrecords

### Langebaan
| Event                                                                       | Tijd    | Datum, plaats             |
| --------------------------------------------------------------------------- | ------- | ------------------------- |
| 100m rugslag                                                                | 51,94   | 8 juli 2009, Indianapolis |
| 200m rugslag                                                                | 1.51,92 | 31 juli 2009, Rome        |
| 4x100m wisselslagestafette met Eric Shanteau, Michael Phelps, David Walters | 3.27,28 | 2 augustus 2009, Rome     |